# Hong Kong nos Jogos Olímpicos de Verão de 1976
Hong Kong participou dos Jogos Olímpicos de Verão de 1976 em Montreal, Canadá.